# Proscinesi

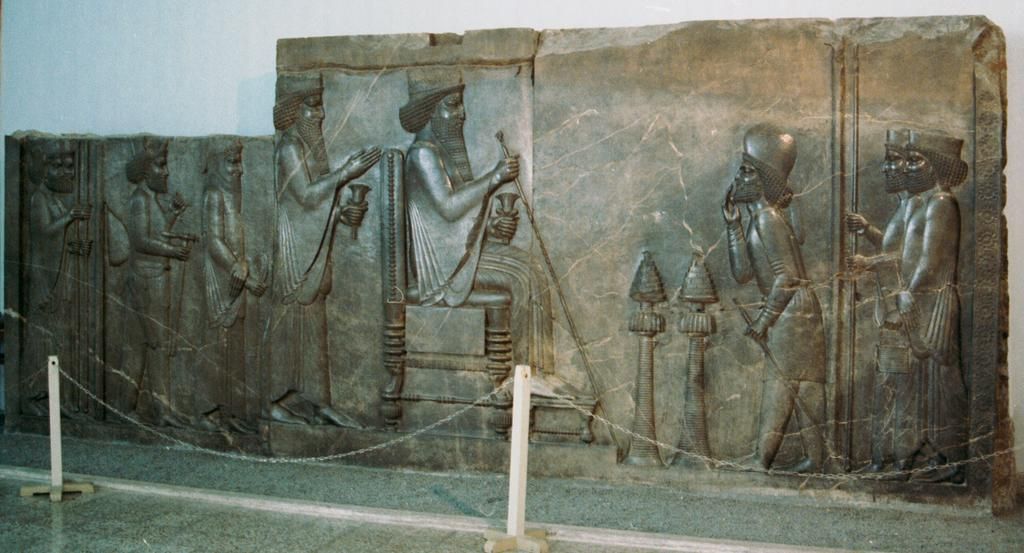
Sobirà persa (en el centre, en un tron) i un súbdit del Gran Rei mentre fa proscinesi (a la dreta). Segons una altra lectura, es tracta d'una audició concedida a un aliat que, com a tal, no està obligat a genuflexió.

La proscinesi (grec προσκύνησις, da προσκυνέω, o 'portar la mà a la boca enviant un petó reverent'), va ser el tradicional acte d'Assíria, i a continuació, persa, era l'acte de reverència davant la presència d'una persona de rang social més alt, i consistia en portar «una mà, en general la dreta, als llavis i [fer un petó] a les puntes dels seus dits, potser bufant un petó» a la persona objecte de reverència ", encara que aquest últim detall només es coneix en la societat romana.
Segons altres estudiosos, però, més enllà de l'etimologia προσκυνεῖv original, sens dubte, connectada amb el gest d'enviar un petó amb la mà a la literatura de la Grècia clàssica aquest verb va ser de fet es fa servir per significar l'acte de genuflexió, el determinaria la identificació substancial entre la proscinesi i prostració.

## Els orígens
Ja Heròdot hauria viscut en el costum persa, amb aquestes paraules: «Quan els perses són al carrer, es pot entendre, de la següent manera, si les persones que es troben són del mateix nivell social. Si són pars, es besen a la boca sense dir una sola paraula de salutació; si un és lleugerament inferior a l'altre, ell és l'únic que besa l'altre a la galta; si és molt més baix, s'inclina i fa la proscinesi al seu superior». Com es pot veure, segons Lane Fox, la proscinesi originalment no preveia cap forma de prostració cap al superior, fins i tot si és el Gran Rei mateix, però només, probablement, formes incrementals d'inclinació, proporcional a la distància social entre els dos subjectes. En resum, es podria realitzar, si escau, amb el cos erigit, inclinat o prostrat.

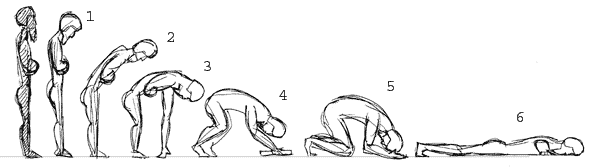
Diferents graus de prostració

Des de l'orient la proscinesi va passar a l'antiga societat grega que, efectivament, va rebre aquest nom, però es va limitar a l'adoració dels déus: a ulls dels grecs, fer la proscinesi a un mortal, semblava una pràctica totalment brutal i vergonyosa, i en qualsevol regla d'esdeveniment a la idea grega de la llibertat. «Sabem que els ambaixadors grecs a la cort persa van portar en diverses ocasions una actitud provocativa ...; un [va triar] per enviar una carta al rei en lloc de fer-li la proscinesi, un altre [esquerra] va deixar caure l'anell amb el seu segell, pel que pot inclinar-se per recollir-lo i apareixerà respectuoses gràcies a aquest moviment, tot i que es va perdre en veritable gest del petó ... No obstant això, grecs com Temístocles o Alcibiades [eren] bastant raonables de comportar-se com els perses quan estaven a Pèrsia».

## Imperi d'Alexandre el Gran
Alexandre el Gran es va enfrontar amb el problema de la proscinesi en la seva acció d'assimilació i integració de la cultura grega amb l'oriental: s'està concedint, sens dubte, els seus nous temes orientals, i si ells «van veure els macedonis saludar el rei sense abans de retre homenatge, podrien començar a dubtar que ell era un veritable rei; aquesta creença hauria començat amb els servidors, però s'hauria estès ràpidament a tot arreu». Alexandre pensà a continuació, fer un esforç per continuar el seu ús als seus súbdits grecs, tenint l'oportunitat d'un banquet, potser disposats en ordre des de la confiança Hefestió, al voltant de 327 aC, abans d'embarcar en l'expedició a l'Índia. D'acord amb el relat de Arrià, reportat per Lane Fox, al final del banquet, d'acord amb l'ús grec, tots els convidats van beure un alhora, de la mateixa copa d'or plena de vi, i després es van fer els convidats de l'Orient «van retre a Alexandre la proscinesi, besant la seva mà i potser inclinant-se lleugerament a mesura que els funcionaris perses ... Després d'aquest gest, es va acostar a la taula reial i van intercanviar un petó amb Alexandre... aquest petit modesta cerimònia va donar la volta a tots els hostes, cada van beure, besar la seva mà i en canvi es van besar pel rei ...», fins que va arribar a Calístenes, historiador oficial de l'expedició i el cosí d'Aristòtil. Aquests, encara que en general qualsevol cosa menys servilisme estranger, «van beure de la copa, però van ignorar la proscinesi i es mogué directament cap a Alexandre, esperant rebre des de la dreta besar-lo. Però ... perquè Callisthenes no es conformava amb el comportament dels altres, Alexandre es va negar a besar-lo.». Segons Arrian, Callisthenus va respondre amb valentia: «Molt bé, em deixo més pobre que un petó».
Davant la resistència, no sembla que Alexandre pogués imposar la proscinesi ceremonial als seus assumptes occidentals.

## Imperi Romà d'Orient

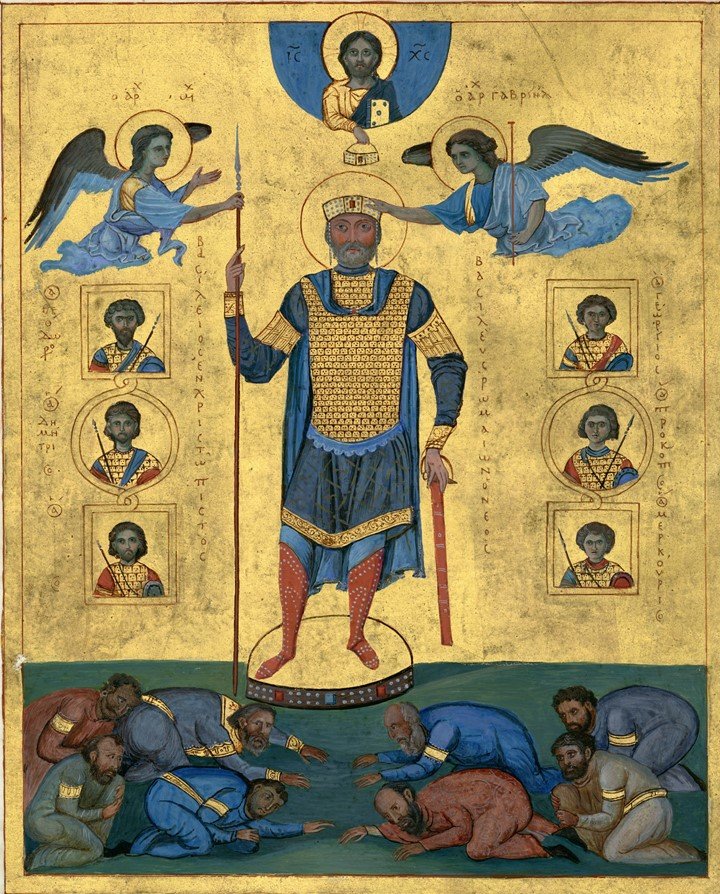
L'emperador romà Basili II coronat per àngels enviats per Déu i adorat pels seus súbdits en proscinesi

La prostració davant de l'emperador o emperadriu d'Orient era una obligació cerimonial, se'ls va demanar als quals van ser admesos oficialment a la presència del Basileus o de la Basilissa.
L'acte - que no deixarà de suscitar escàndol a l'època de les Croades en alguns cavallers dels regnes occidentals llatins - no tenia la intenció de venerar la persona del sobirà com a tal, sinó més aviat el càrrec més alt que en aquell moment cobria i interpretat.

## El petó de la sabatilla
El Petó de la sabatilla era un ritual (ja no està en ús), que sanciona la submissió i obediència al pontífex catòlic per part de sobirans, nobles i clergat.